# Abigél (regény)
Az Abigél Szabó Magda ifjúsági regénye, amely 1970-ben jelent meg először Lóránt Lilla illusztrációival a Móra Könyvkiadó Csíkos könyvek sorozatában. Népszerűsége azóta is töretlen, számos kiadást ért meg, valamint tévésorozat, hangoskönyv és musical is készült belőle. Kezdetben romantikus, kalandos lányregénynek tűnik, később azonban ennél komolyabbra fordul a cselekmény, a második világháború a gondtalan kamaszok életébe is begyűrűzik. A főszereplő Ginának a szeszélyes, elkényeztetett gyereklányból hirtelen megfontolt, felelősségteljes felnőtté kell válnia, hogy a saját és apja életét mentse.

## Fontosabb szereplők
- Vitay Georgina (Gina): 15 éves diáklány, a regény főszereplője
- Vitay tábornok úr: Gina édesapja, a katonai ellenállás egyik vezetője
- Zsuzsanna testvér: diakonissza, Gina nevelője az intézetben
- Kőnig: magyar-latin szakos tanár
- Kalmár Péter: Gina osztályfőnöke, a történelem és a honvédelmi ismeretek tanára
- Torma Gedeon: a Matula igazgatója
- Horn Mici: volt matulás, aki segít Ginának megszökni
- Mráz úr: ablakos, segít Ginának megszökni
- Kis Mari: Gina osztálytársa
- Torma Piroska: Gina osztálytársa, az igazgató unokahúga
- Bánki Anna: Gina osztálytársa
- Kuncz Feri: hadnagy, Gina udvarlója
- Mimó néni: Gina nagynénje
- Marszell: Gina francia nevelőnője
- Truth Gertrúd: testneveléstanár

## Történet
Ginát, az elkényeztetett pesti gimnazista lányt 1943-ban apja váratlanul, magyarázat nélkül egy vidéki református internátusba íratja. A Matula zárt, puritán világa rengeteg lemondásra kényszeríti a jóléthez és szabadsághoz szokott kislányt, minden kapcsolatot meg kell szakítania a külvilággal. A szigorú szabályok, a percre pontosan beosztott napirend, a dísztelen, fekete-fehér környezet a lehető legtávolabb áll addigi könnyed életétől. Miután osztálytársai is kiközösítik, árulónak bélyegzik, nagyon magányosnak érzi magát, és szökéssel próbálkozik. A kísérlet meghiúsul, Kőnig megtalálja, és visszaviszi az intézetbe, de ez arra készteti apját, hogy elmondja Ginának, valójában miért kell ott tartózkodnia. A tábornok a katonai ellenállás vezetője, és nem akarja, hogy ellenségei a lánya nyomára akadjanak. A kislányból ezután felnőtt lesz, önként vállalja a „rabságot”, és társaival is kibékül. Az intézet így már nem is tűnik olyan zordnak, Gina is egy lesz a húsz testvér közül, az addig gyermetegnek tartott titkos matulás hagyományokat is elfogadja. Az iskola legnagyobb legendája a kertben álló kőszobor alakja köré fonódik, akit a lányok Abigélnek neveznek. Gina életében is felbukkan a titkos jótevő, aki mindenkinek segít, aki levelet ír neki. Abigél azonban már nemcsak kamaszkori gondokat old meg, hanem komoly társadalmi felelősséget vállal: pl. új okmányokat juttat el a zsidó származású diákokhoz. Miután a tábornok hónapokig nem jelentkezik, Gina megnyugszik, amikor otthoni udvarlója, Kuncz Feri megkeresi, és meg akarja szöktetni. A terv kudarcot vall, a lánynak azonban mégis távoznia kell. A háború szele elérte a bevehetetlennek tűnő Matulát is, Gina menekülni kénytelen. Egy volt matulás, Horn Mici segítségével - aki már hadiözvegy - megszökik az intézetből. Új személyazonosságot kap, és az is kiderül számára, hogy valójában az a tanár, akit egész évben gyűlölt, és lenézett (Kőnig tanár úr), az ő legnagyobb segítője és mások életének megmentője: Abigél.

## Drámai fordulatok
Az Abigél bővelkedik drámai fordulatokban, Szabó Magda precízen építi fel a sorra megoldódó rejtélyek hálóját. A legváratlanabb nézőpontváltás akkor következik, amikor a cselekmény lányregényből átvált történelmi regénybe. Gina felnőtté válása nem megszokott körülmények között történik, a háború nehézségeivel is szembe kell néznie. Az írónő a kamaszlányok mindennapjainak kalandjai mellett számos más, komolyabb rejtéllyel is fokozza a cselekmény izgalmát, fokozatosan haladva a végkifejlet, a teljes igazság felé. „(...)lépten-nyomon előrebocsát valamit egy-egy szó, mondat, név vagy jelzett cselekvés erejéig, melynek értelmét vagy összefüggését csak jóval később érthetjük meg, (...) együtt nyomozásra kényszeríti az olvasót rejtelmes előrebocsátásaival, hogy aztán minden lépéssel többet és többet villantson fel a tényleges összefüggésekből (...), s ezzel az írói alkotómunkával való aktív együtt alkotásra kényszerítse az olvasót, mintegy rejtelmes szellemi hagymahámozásra, ahol azonban az egyes rétegek lefejtésével egyre többet tudunk meg a titokból, míg végre - ha a szereplők nem is - mi, az olvasók eljuthatunk a mindentudás, vagy legalábbis a vélt értelmezni tudás szintjére” – írja Csetri Lajos a Tiszatájban, 1971-ben.
Gina megtudja édesapjától, hogy ki ő valójában, hogy leányának miért kellett minden búcsúzás nélkül „börtönbe” vonulnia, és miért nem hagyhatja el az intézetet.
Kiderül, hogy a romantikus leányszöktetésnek mi a valódi célja, és hogy Kuncz Feri nem önzetlen hősszerelmes.
A legfőbb rejtélyre természetesen csak a regény végén derül fény: a gyengekezű, elnéző, gyáva Kőnig tanár úr valójában a hazáját védelmező bátor férfi, aki évtizedek óta a lányok bizalmas segítője: Abigél.

## Valóság és fikció
Szabó Magda prózájában nyomon követhetjük életének fontos állomásait, epizódjait. Megírta a családja történetét, saját gyermekkorát, az Abigélben pedig diákkorát örökíti meg.
- A Matula szigorú, zárt világában a híres debreceni Dóczi Leánynevelő Intézetre ismerhetünk,[1] ahol Szabó Magda 12 évig tanult. A „kálvinista Róma” puritán szelleme nevelte, majd fiatal tanárként is ide tért vissza. Saját bevallása szerint is ezek az élmények adták az alapját az Abigél fikciójának. A regénybeli református iskola könyörtelen szabályaival, látszólag embertelen követelményeivel, ugyanakkor modern tanszereivel ugyanolyan ellentmondásosnak tűnik Gina számára, mint valaha a Dóczi tűnt az írónő számára. Nincs sikerélmény vagy dicséret, hiszen a lányoknak a keresztyén értékek szerint a megfelelés a kötelességük. Aki viszont nem éri el az elvárt szintet, az megrovásra és megszégyenítésre számíthat. A diákok lázadnak ugyan a kötöttségek és a szigor ellen, be kell azonban látniuk, hogy milyen izgalmas is a „tilalmak erdejében élni”. Ez a szellem kovácsolja össze a lányokat, olyannyira, hogy amikor az osztálytársai megbocsátanak Ginának, ő is egy testvérnek érzi magát a húsz közül.
- A regény kulcsfigurája Gina mellett Kőnig tanár úr, aki titokban mindvégig az események mozgatója. Az öregedő, látszólag lágyszívű, érzelgős tanár karaktere, akit a tanulók lenéznek és megvetnek gyengeségéért, szintén valóságos élményből táplálkozik. Szabó Magda Dóczi-beli franciatanárának – Hettesheimer Ernőnek – állított emléket így, akit szintén kigúnyoltak a tanítványai, mígnem kiderült róla, hogy megjárta az első világháború csatatereit, ezért nem hajlott a szigorúságra.

## A belső monológ szerepe
Az írónő regényeiben általában véve fontos szerepet kapnak a szereplők belső monológjai. Ez az általa követett magyar realista hagyománytól eltérő forma, neki azonban sikerült a realista regény egyik fő kifejezési eszközévé tennie. Az a látásmód, amely lehetővé teszi a belső monológ használatát, jellegzetesen női szemlélet. A férfi írók ritkán tudnak olyan egységes női karaktereket megalkotni, mint amilyenek Szabó Magda regényhősnői. Az Abigélben természetesen Gina gondolatai helyeződnek előtérbe, de időnként a többi szereplő is „megszólal”. Elég csak arra a párbeszédre gondolnunk, amikor Gina Hajda úr cukrászdájában megtudja az igazat édesapjától. Valódi, hangos dialógus folyik közöttük, de két megszólalás között mindkettőjük gondolatait is „hallhatjuk”, ezáltal a jelenet sokkal összetettebb és drámaibb lesz. A helyzet különlegességéhez még az is hozzájárul, hogy az apa és a lánya annyira ismerik egymást, hogy tudják, mit gondol a másik, és a beszélgetés ennek megfelelően alakul. A másik jellegzetes példa arra, hogy egyszerre hogyan válik el és mosódik össze a külső és a belső világ, az említett jelenet közvetlen következménye. Ginának apja látogatása után a maradék szabadidejében zsoltárokat kell gyakorolnia a zeneteremben, és felváltva „hallhatjuk” azt, amit énekel, és azt, amit eközben gondol. Ez a szubjektív ábrázolás a lehető legközelebb tartja egymáshoz a narrátort és a szereplőt: E/1. személyben, jelen időben értesülhetünk hősünk benyomásairól. A belső monológ jellemzője a logikátlanság, a gondolatok véletlen asszociációk szerint követik egymást, ahogyan a szereplő fejében megfogalmazódnak, vagy egyes emlékképek feltűnnek. A forma ennek megfelelően megkívánja az egyszerűséget, a mondatok rövidek, minimális szerkesztettségűek.

## Fordításai
Szabó Magda számos műve nemcsak magyar, hanem más nyelven is több kiadást megért már, az írónő regényei külföldön is népszerűek. Az Abigél 1974-ben jelent meg csehül, 1977-ben lengyelül, 1986-ban németül, 1996-ban lettül, 2003-ban románul, 2007-ben olaszul, 2017-ben franciául, 2021-ben perzsául, 2022-ben katalánul, svédül és szerbül, 2023-ban törökül, 2024-ben spanyolul. Len Rix angol fordítása 2020-ban jelent meg.

## Feldolgozásai

### Televízió
Az író már a regény megírását követő évben elkezdett dolgozni a mű filmes adaptációján. „Én most nyakig vagyok az Abigél tévéforgatókönyvében” - írta egy 1971-es levelében. Az írói hagyatékban megtalálható az 1976-77-es keltezésű irodalmi forgatókönyv.
A regényből 1977-ben, Zsurzs Éva rendezésében forgattak négyrészes tévéjátékot, melynek forgatókönyvét maga az írónő írta. Néhány – a végkifejlet szempontjából lényegtelen – epizód kimaradt ugyan a filmből, de a párbeszédek nagy része szó szerinti átvétel a könyvből. A filmben olyan nagy színészeink játszanak, mint Ruttkai Éva, Piros Ildikó, Básti Lajos, Garas Dezső, Gina szerepében pedig Szerencsi Évát láthatjuk.
2005-ben, A Nagy Könyv című irodalmi programsorozat keretében 26 perces kisfilm készült a regény egyes válogatott jeleneteiből. A produkciót Schubert Éva rendezte, a főbb szerepeket Csákányi Eszter (Horn Mici), Tóth Anita (Zsuzsanna), Hunyadkürti György (Kőnig), Kamarás Iván (Kalmár) és Kovács Zsolt (Vitay tábornok) alakították.

### Színház
A regényből Kocsák Tibor, Somogyi Szilárd és Miklós Tibor azonos címmel musicalt készített, amelyet 2008 márciusában mutattak be a Budapesti Operettszínházban.